# Loftus Versfeld Stadium
Loftus Versfeld Stadium är en sportarena i Pretoria i Sydafrika. Den byggdes 1906 och är uppkallad efter  Robert Owen Loftus Versfeld, grundaren av organiserad sport i Pretoria. Arenan används främst för rugby och har då en kapacitet på 51 762 åskådare. Under världsmästerskapet i fotboll 2010 var kapaciteten 42 858 . Den är hemmaplan för rugbylagen Bulls och Blue Bulls.

## Historik
Platsen för arenan användes för sport första gången 1906. Den första byggnaden uppfördes 1923 och kunde ta 2 000 åskådare.
Arenan har bytt namn flera gånger under åren, även om lokalbefolkningen alltid kallat den Lotus Verfeld. Mellan den 11 juni 1998 och 4 februari 2003 hette den officiellt Minolta Loftus då den sponsrades av Minolta. Sponsorskapet togs över av säkerhetsföretaget Securicor, som döpte om arenan till Securitor Loftus den 5 februari 2003. Den 1 september 2005 slöts cirkeln då sponsorskapet togs över av Vodacom, som gav arenan sitt ursprungsnamn Loftus Versfeld.

## Evenemang
- Världsmästerskapet i rugby 1995 - tre gruppmatcher, en kvartsfinal och bronsmatchen
- Fifa Confederations Cup 2009 - tre gruppmatcher
- Super 14, 2009 - finalen
- Världsmästerskapet i fotboll 2010 - fem gruppmatcher och en åttondelsfinal

Det har även varit många musikevenemang på arenan, t.ex. UB40 och Robbie Williams turné Close Encounters Tour den 17 april 2006 med över 56 000 åskådare. Céline Dion höll två konserter under sin Taking Chances Tour den 16 och 17 februari 2008 med totalt 80 000 åskådare.